# Adam F
 (octobre 2015).
Si vous disposez d'ouvrages ou d'articles de référence ou si vous connaissez des sites web de qualité traitant du thème abordé ici, merci de compléter l'article en donnant les références utiles à sa vérifiabilité et en les liant à la section « Notes et références ».
Adam F, de son vrai nom Adam Fenton, est un producteur/remixer/DJ britannique et un des pionniers de la scène jungle/drum and bass, né le 8 février 1972 à Liverpool, en Angleterre.
Il est le fils de Alvin Stardust et Liza Goddard.
Il est également le fondateur et copropriétaire du label britannique Breakbeat Kaos.

## Discographie
- 1997 : Colours (EMI Records)
- 2001 : Kaos - Anti-acoustic warfare (EMI Records)
- 2002 : Drum And Bass Warfare (Kaos Recordings)
- 2003 : Breakbeat Kaos Adam F & Dj Fresh (Ministry Of Sound)